# فوضى صغيرة (فلم)
فوضى صغيرة (بالإنجليزية: A Little Chaos) فيلم درامي بريطاني تم إصداره عام 2014 من إخراج ألان ريكمان و بطولة كيت وينسلت ، ماتياس شوينارتس.

## ملخص قصة
يتم ترشيح مدام سابين دي بورا (كيت وينسليت) للعمل على هندسة الحدائق في قصر فرساي الذي يجري بناؤه، وتتعاون في ذلك مع المهندس لي نوتر (ماتياس شوينارتس)، وبينما هي منغمسة في عملها معه، تصير رويدًا رويدًا منجذبة نحوه، مما يوجب عليها إعادة التفاوض مجددًا مع المنافسات الخطرة والقواعد الأساسية التي يحفل بها قصر الملك لويس الرابع عشر.

## الممثلين
| ممثلين          | الدور/الوظيفة     |
| --------------- | ----------------- |
| كيت وينسلت      | سابين دي بارا     |
| آلان ريكمان     | لويس الرابع عشر   |
| ستانلي توتشي    |                   |
| ماتياس شوينارتس | أندريه لي نوتر    |
| هيلين مكروري    | مدام لي نوتر      |
| جينيفر إيهيل    | مدام دي مونتيسبان |
| أدريان سكاربورو | دانييل لافيل      |

## روابط خارجية
مقالات تستعمل روابط فنية بلا صلة مع ويكي بيانات